# Baldomero Sanín Cano
Baldomero Sanín Cano (Rionegro, 1861 – Bogota, 1957) was een Colombiaans essayist, journalist, taalkundige, humanist en hoogleraar
Hij studeerde af als leraar aan de normaalschool in Rionegro. Baldomero Sanín Cano was actief in de diplomatie. Hij werd gevolmachtigd minister in Argentinië en ambassadeur van Colombia in het Verenigd Koninkrijk.
Hij was medewerker van het tijdschrift Hispania en van twee kranten: de Colombiaanse El Tiempo, en de Argentijnse La Nación'. Hij werd verkozen als lid van de Academia Colombiana de la Lengua.
Baldomero Sanín Cano was rector van de Universiteit van El Cauca in Popayan.
In 1953 won hij de Stalin Vredesprijs.